# 豆漿豆花
豆漿豆花是一種流行於台灣的甜品小吃，主要材料為豆花、豆漿跟糖，也有人喜歡加點花生或薑汁調味。
豆漿豆花如今在許多台灣的甜品店都吃得到，但一開始是從嘉義地區發跡的，創始的店家已不可考，但一般認為以嘉義市文化路夜市的老店「阿娥豆花」為其代表，至今有六十年歷史。